# Abd al-Salam Arif
ʿAbd al-Salām ʿĀrif (Baghdad, 21 marzo 1921 – tra Al-Qurna e Bassora, 13 aprile 1966) è stato un militare e politico iracheno, presidente dell'Iraq dal 1963 al 1966.

## Biografia
Di ideali panarabisti, divenne membro dell'organizzazione clandestina degli Ufficiali Patriottici dell'Iraq e nel 1948 partecipò alla guerra arabo-israeliana in Palestina. Al ritorno in patria entrò a far parte del Comando generale delle forze armate irachene.
Il 14 luglio 1958 partecipò con ruolo attivo al colpo di Stato che abbatté la monarchia hascemita. Divenuto Primo Ministro dell'Iraq repubblicano il generale ʿAbd al-Karīm Qāsim (Kassem),ʿĀrif fu nominato vice Primo ministro e ministro degli Interni.
Quando Kassem fu rovesciato dal violento colpo di stato del febbraio 1963, egli venne eletto Presidente dell'Iraq per via della vasta popolarità di cui godeva. Fu in principio sostenuto dal partito Ba'th che tuttavia gli divenne in seguito ostile quando ʿĀref, che nutriva sentimenti nasseriani, portò avanti un brusco tentativo di disfarsi dell'ipoteca ba'thista sul finire del 1963.
Da tre anni al potere, il 13 aprile 1966 rimase vittima di un incidente aereo che vide l'elicottero su cui era a bordo schiantarsi in una zona tra Bassora e al-Qurna, una tragica circostanza che alimentò sospetti su un complotto a suo danno.
Suo fratello ʿAbd al-Rahmān ʿĀrif, anch'egli militare di carriera, lo sostituì alla Presidenza della Repubblica.

## Operato
Il Presidente ʿĀrif cercò di implementare la costruzione di un Iraq più moderno ma il suo regime, sostanzialmente autoritario, finì per corroborare un sistema di potere clientelare (per lo più a base clanica) poggiato sulle cospicue entrate petrolifere, pregiudicando le possibilità di sviluppo dell'Iraq. ʿĀrif si fece attuatore di accordi con le multinazionali straniere del petrolio, in particolare con l'Iraq Petroleum Company, che in cambio di maggiori royaties potevano mantenere il monopolio sull'estrazione e sulla produzione del greggio, determinandone prezzi e quantità. Nel 1964 decretò la nazionalizzazione di banche e maggiori industrie del paese, misura che tuttavia palesò l'inadeguatezza tecnica e amministrativa degli apparati statali e che in sostanza si concluse in un fallimento.